# 核浩劫

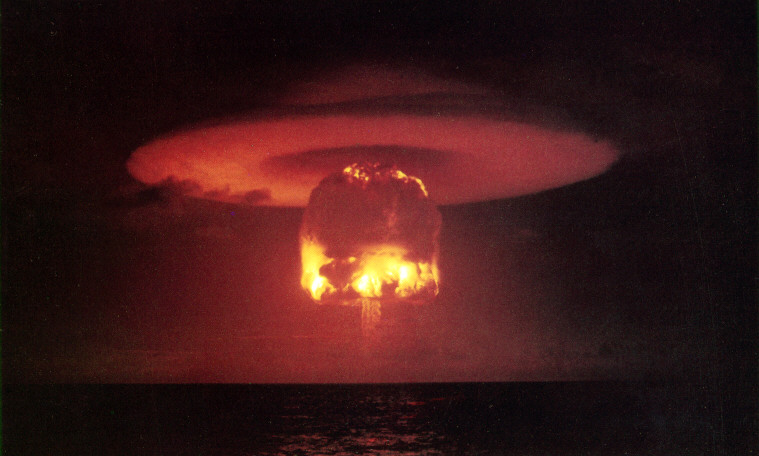
核彈罗密欧城堡爆炸產生的蘑菇雲，1954年

核浩劫或核子末日，也称为核启示录、核毁灭、或原子浩劫，是一种理论场景，核武器的大规模爆炸在全球范围内大规模破坏和放射性尘埃。这种情况下，由于核战争的影响，地球的大部分地区将变得无法居住，可能导致文明崩溃。在最坏的情况下，人类灭绝和/或地球上大多数生物生命的终结。
除了核爆炸能立即摧毁城市之外，核战争的潜在后果还可能包括火灾、核冬天、放射性尘埃引起的广泛辐射病或电磁脉冲造成的许多现代设备的暂时（或永久）损失 。艾伦·罗伯克等一些科学家推测，热核战争可能导致地球上现代文明的终结，部分原因是长期的核冬天。在一个模型中，一场全面的热核战争后，地球的平均温度在几年内平均下降7–8°C。
冷战早期的研究表明，全球性核战争核战争后，数十亿人将在核爆炸和辐射的直接影响中幸存下来。国际防止核战争医师协会认为，核战争可能通过环境后果、社会崩溃和经济崩溃等二次效应间接导致人类灭绝。
核浩劫的威胁在公众对核武器的看法中发挥着重要作用。它是相互确保毁灭（MAD）安全概念的特征，也是生存主义的常见场景。核浩劫是文学和电影中的一个常见特征，特别是在科幻小说、反乌托邦和后世界末日小说等类型。

## 词源和用法
英语单词“holocaust”源自希腊语“holokaustos”，意思是“完全烧毁”，指的是巨大的破坏和生命损失，尤其是火灾。
雷金纳德·格洛索普1926年的小说《太空孤儿》中出现了早期使用“大屠杀”一词来描述想象中的核毁灭的情况：“莫斯科……在他们下面……像末日裂缝一样的崩溃！这场大屠杀的回声隆隆作响。滚滚……一股明显的硫磺气味……原子毁灭。”在小说中，苏联独裁者的办公室里安放着一枚原子武器，他在德国和中国雇佣兵的帮助下，正在准备接管西欧。

## 核战争的可能性

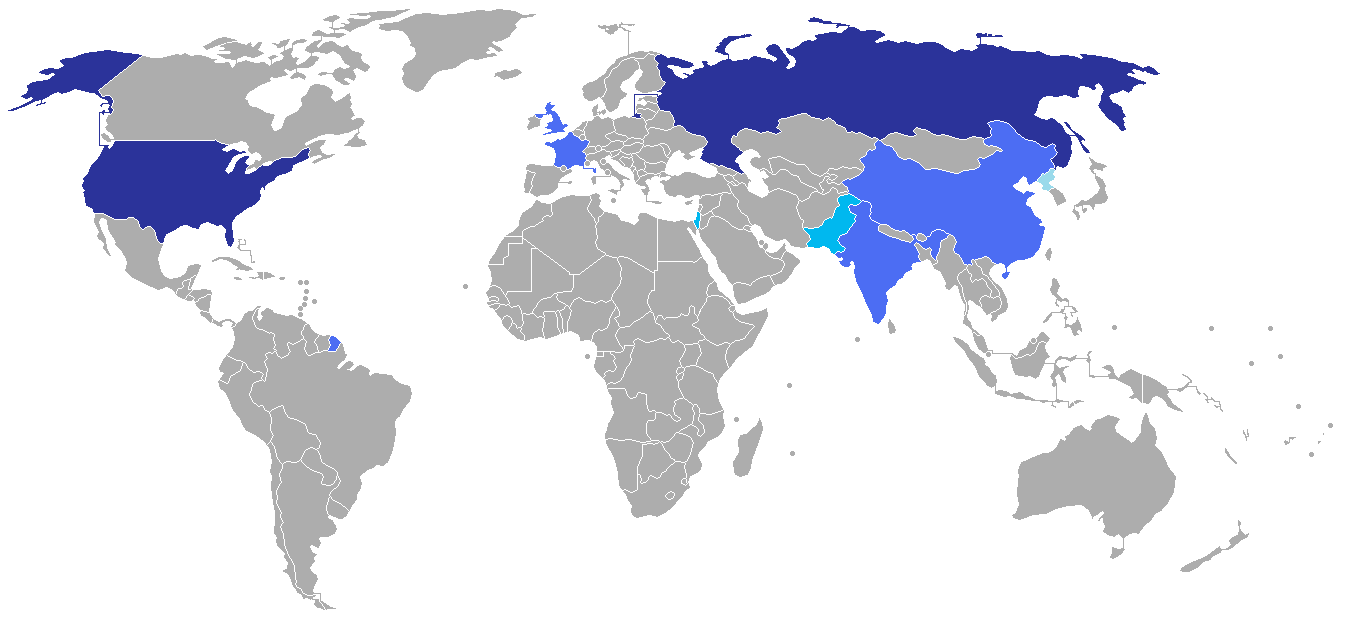
全球范围内的大型库存（深蓝色），全球范围内的较小库存（中蓝色），区域范围内的小型库存（浅蓝色）

截至2021年，全人类拥有大约3,410件核武器，其中数千件处于一触即发的戒备状态。虽然冷战结束后核武库存一直在下降，但每个拥核国家目前都在对其核武库进行现代化改造。《原子科學家公報》在1947年提出了象征性的末日时钟，并援引了“大型武库现代化导致的核军备竞赛”等因素。在2023年1月，时间提前至午夜前90秒，為史上最接近核戰危機的時候。
约翰·肯尼迪估计古巴导弹危机升级为核冲突的可能性为33%至50%。
在英国牛津举行的全球灾难性风险会议上对专家进行的一项民意调查中，人类未来研究所估计，本世纪内人类因核武器而彻底灭绝的可能性为1%，即10亿人死亡的可能性为1%—10%，100万人死亡的概率为30%。这些结果反映了一组专家的中间意见，而不是概率模型。
科学家认为，即使印度和巴基斯坦等两国之间发生小规模核战争，也可能造成毁灭性的全球后果，这种局部核冲突比全面核战争更有可能发生。

## 人类灭绝风险的道德重要性
哲学家德里克·帕菲特在他的《理性与人》一书中提出了以下问题：
比较三个结果：
1:和平。
2:一场核战争杀死了世界上 99% 的现有人口。
3:一场造成 100% 死亡的核战争。

(2) 会比 (1) 更差，(3) 会比 (2) 更差。 这两个差异哪个更大？
他继续说道，“大多数人认为（1）和（2）之间的差异更大。我认为（2）和（3）之间的差异要大得多。” 因此他认为，即使大量人类死亡是件坏事，但人类灭绝本身也会更糟糕，因为它阻止了所有后代的生存。考虑到人类灭绝所造成的灾难的严重性，尼克·博斯特罗姆认为，减少人类灭绝的哪怕是很小的风险也是压倒性的道德责任。

## 人类完全灭绝的可能性

美国和苏联/俄罗斯的核库存，以及整个冷战和后冷战时期存在的核弹/弹头总数。

许多学者认为，冷战时期库存的全球热核战争，甚至是目前较小库存的全球核战争，都可能导致人类灭绝。当核冬天在1983年首次概念化和建模时，这一立场得到了支持。然而，过去十年的模型认为完全灭绝的可能性很小，并表明世界部分地区仍将适合居住。从技术上讲，风险可能不为零，因为核战争的气候影响是不确定的，理论上可能比当前模型显示的要大，就像理论上它们可能比当前模型显示的要小一样。还可能存在间接风险，例如核战争后的社会崩溃可能使人类更容易受到其他生存威胁的影响。
一个相关的调查领域是：如果未来的核军备竞赛有一天会导致比冷战高峰期更大的库存或更危险的核武器，那么在什么时候使用此类武器的战争会导致人类灭绝？物理学家利奥·西拉德在20世纪50年代警告说，可以通过用大量钴包围威力强大的氢弹来建造故意的世界末日装置。钴的半衰期为五年，一些物理学家认为，钴的全球影响可能会通过致命的辐射强度消灭所有人类生命。在这种情况下制造钴弹的主要动机是与超级大国拥有的军火库相比，它的费用更低；这种末日装置不需要在爆炸前发射，因此不需要昂贵的导弹运载系统，氢弹也不需要小型化以通过导弹运载。为了使威慑有效，触发它的系统可能必须完全自动化。现代的做法可能是在炸弹中加入旨在加剧核冬天的气溶胶。一个重要的警告是，北半球和南半球之间的核尘埃转移预计很小；除非炸弹在每个半球引爆，否则在一个半球引爆的炸弹对另一个半球的影响就会减弱。

## 灭绝假说的起源和分析
由于1954年布拉沃城堡核爆炸造成的广泛核辐射，作家内维尔·舒特于1957年出版了畅销小说《海滩上》。在这本小说中，核战争产生了如此多的辐射，以至于所有人类的生命都被消灭了。然而，核战争后全人类都会死亡，只有“蟑螂会生存”的前提在1988年出版的《昆虫会继承地球和其他担心核战争的人关心的主题》一书中得到了批判性的论述。
1982年，核裁军活动家乔纳森·谢尔出版了《地球的命运》，许多人认为这是第一个经过仔细论证的报告，得出结论认为核战争极有可能导致灭绝。然而，本书中所做的假设经过彻底分析，确定为“相当可疑”。根据物理学家布莱恩·马丁的说法，谢尔工作的推动力是：
隐含的前提是，如果人们不对这个问题采取行动，他们一定不会认为它具有足够的威胁。或许，如果五亿人死于核战争的想法还不足以刺激人们采取行动，那么灭绝的想法就可以了。事实上，谢尔明确主张利用对灭绝的恐惧作为激发“世界政治彻底重组”的基础（第221页）
“杀伤力过大”的信念也很常见，例如核裁军活动家菲利普·诺埃尔-贝克在1971年发表的声明：“美国和苏联现在拥有的核武库足以消灭三到四成的人类。” 。布莱恩·马丁表示，这种信念的起源是对广岛原子弹爆炸的“粗略线性推断”。他说，如果投在广岛的原子弹威力是原来的1,000倍，也不会造成1,000倍的死亡。同样，常见的说法是，整个二战期间释放的爆炸能量总计约为3兆吨，而弹头库存达到冷战时期最高水平的核战争将释放6000二战时期的爆炸能量。物理学家和裁军活动家约瑟夫·罗特布拉特估计，开始有可能导致人类灭绝所需的放射性尘埃量是1976年核武库百万吨级的10至100倍；然而，随着冷战结束以来世界吨位的减少，这种可能性仍然是假设的。

通常认为，大规模使用和部署核武器会产生足够的全球破坏潜力，使地球大部分地区无法居住。

根据1980年联合国报告《全面彻底裁军：对核武器的全面研究：秘书长的报告》，估计当时总共存在约4万枚核弹头，潜在的综合爆炸当量 约13,000兆吨。
由于释放的气溶胶不同、核武器可能的空气爆炸引信高度以及这些潜在核爆炸的全球分散位置，与超级火山喷发的单一和地下性质形成鲜明对比，与超级火山的比较更具误导性，而不是有帮助。此外，假设全世界所有武器库存集中在一起，由于核自相残杀效应，很难确保单个武器同时引爆。尽管如此，但许多人认为，通过核冬天效应，全面的核战争将导致人类灭绝，尽管并非所有分析家都同意这些核冬天模型中的假设。

## 後果
从历史上看，很难估计全球核交换造成的死亡总数，因为科学家们不断发现核武器的新影响，并修改现有模型。
早期报告考虑了核爆炸和辐射的直接影响以及经济、社会和政治混乱的间接影响。在1979年提交给美国参议院的一份报告中，技术评估办公室估计了不同情况下的伤亡情况。对于美国和苏联之间的全面核交锋，他们预测美国的死亡人数为35%至77%（当时死亡人数为7000万至1.6亿），苏联的死亡人数为20%至40%。
尽管这份报告是在核库存水平远高于现在的情况下发布的，但它也是在20世纪80年代初核冬天风险首次理论化之前发布的。此外，它没有考虑其他次级影响，例如电磁脉冲（EMP），以及它们对现代技术和工业的影响。

### 核冬天
20世纪80年代初，科学家开始考虑在遭受核破坏的城市中燃烧木材、塑料和石油燃料所产生的烟雾和烟尘的影响。据推测，强烈的热量会将这些颗粒带到极高的高度，在那里它们可以漂移数周并阻挡除一小部分太阳光之外的所有光线。1983年，TTAPS团队进行的一项具有里程碑意义的研究首次对这些效应进行了建模，并创造了“核冬天”一词。
最近的研究利用了现代全球循环模型和比20世纪80年代的研究更强大的计算机能力。2007年的一项研究考察了全球核战争的后果，涉及当前全球核武库的中到大部分。研究发现，在前两个夏季生长季节，美国、欧洲、俄罗斯和中国的大部分核心农业地区降温约12-20°C，俄罗斯部分地区降温高达35°C。他们发现的变化也比之前想象的持续时间要长得多，因为他们的新模型更好地代表了烟尘气溶胶进入平流层上部的情况，那里不会发生降水，因此清除时间约为10年。此外，他们发现全球变冷导致全球水文循环减弱，导致全球降水量减少约45%。
作者没有深入讨论对农业的影响，但指出1986年的一项研究假设一年内没有粮食生产，预计“到那时地球上的大多数人将耗尽食物并饿死”，并评论道 他们自己的研究结果表明，“这段没有粮食生产的时期需要延长很多年，使得核冬天的影响比以前想象的还要严重。”
与上述对全球核冲突的调查相反，研究表明，即使是小规模的区域性核冲突也可能扰乱全球气候十年或更长时间。在区域核冲突情景中，亚热带的两个对立国家将在主要人口稠密中心各使用50枚广岛大小的核武器（每枚约15千吨），研究人员估计将释放多达500万吨烟灰，这将导致北美和欧亚大陆大片地区（包括大部分粮食种植地区）降温数度。降温将持续数年，根据研究，这可能是“灾难性的”。 此外分析显示，全球平均降水量下降了10%，由于季风失效，低纬度地区降水量损失最大。
区域核冲突也可能对臭氧层造成严重破坏。2008年的一项研究发现，区域核武器交换可能会造成近乎全球的臭氧空洞|，引发人类健康问题并影响农业至少十年。对臭氧的这种影响是由于平流层上层烟灰吸收热量造成的，这会改变风流并吸入破坏臭氧的氮氧化物。这些高温和氮氧化物会将臭氧减少到与每年春天南极洲上方臭氧洞下方所经历的危险水平相同的水平。

### 核饥荒
很难估计核冬天会造成多少伤亡，但主要影响很可能是全球饥荒（称为核饥荒），由于农业生产和分配中断而导致大规模饥饿。在2013年和2022年的报告中，国际防止核战争医师协会 表示担心，如果两个国家之间发生区域核交火，超过20亿人（约占世界人口的三分之一）将面临饥饿的风险。印度和巴基斯坦，或者使用美国和俄罗斯拥有的一小部分核武器。几项独立研究显示了确凿的结论，即核战争引发的气候变化将导致农业产量在数年内大幅减少。 粮食价格上涨将进一步加剧粮食供应的减少，影响数亿弱势群体，特别是世界上最贫穷国家的弱势群体。
根据2022年8月发表在《自然食品》杂志上的一项同行评审研究，美国和俄罗斯之间的全面核战争可能会直接杀死3.6亿人，超过50亿人可能因饥饿而死亡。印度和巴基斯坦之间的小规模核战争预计将导致超过20亿人死亡。如果俄罗斯和美国爆发核战争，美国、俄罗斯、欧洲和中国99%的人都会死。

### 電子設備癱瘓
电磁脉冲 (EMP) 是电磁辐射的爆发。核爆产生电磁辐射脉冲，称为核EMP或NEMP，此类EMP干扰通常会对电子设备造成破坏。
电磁脉冲将使医院、水处理设施、食品储存设施和所有电子通信形式瘫痪，从而威胁现代人类生存的关键。某些电磁脉冲攻击可能会导致数月或数年的电力损失。目前，电网故障的处理主要依靠外部支持。如果发生电磁脉冲攻击，这种支持将不复存在，所有损坏的组件、设备和电子设备都需要完全更换。
2013年，美国众议院审议了《确保电力高压基础设施免受致命损坏法案》，该法案将为全国约300个大型变压器提供电涌保护。整个欧盟，特别是英国，也对保护民用基础设施免受电磁脉冲影响的问题进行了深入研究。尽管已经采取了预防措施，但詹姆斯·伍尔西和电磁脉冲委员会表示，电磁脉冲是对美国最重大的威胁。
电磁脉冲的风险，无论是通过太阳或大气活动还是敌人的攻击，都没有被忽视，但在《今日物理》的评论中被认为是新闻媒体夸大了。相反，来自流氓国家的武器仍然太小且不协调，无法造成大规模的电磁脉冲，地下基础设施得到了充分的保护，而且如果检测到毁灭性的太阳风暴，像SOHO这样的连续太阳观测站将有足够的预警时间来保护地面变压器。

### 原子塵
核沉降物是核爆炸后残留的放射性尘埃与灰烬，被推入高层大气。尘埃通常仅限于附近区域，如果爆炸在大气层中足够高，则只能从爆炸地点扩散到数百公里之外。沉降物可能会被火积云的产物夹带并以黑雨的形式落下（雨水因烟灰和其他颗粒物而变暗）。
这种放射性尘埃通常由裂变产物与通过暴露而被中子激活的原子混合而成，是一种高度危险的放射性污染。沉降物的主要辐射危害是由于体外的短寿命放射性核素造成的。虽然核尘埃携带的大多数粒子会迅速衰变，但一些放射性粒子的半衰期为几秒到几个月。一些放射性同位素，如锶90和铯137，寿命非常长，在初次爆炸后会产生长达5年的放射性热点。沉降物和黑雨可能会污染水道、农业和土壤。接触放射性物质可能会因外部暴露或意外食用而导致辐射中毒。短时间内的急性剂量辐射将导致前驱综合征、骨髓死亡、中枢神经系统死亡和胃肠道死亡。如果长时间暴露在辐射下，癌症就会成为主要的健康风险。长期辐射暴露还会导致对人类发育的子宫内影响和跨代遗传损伤。

## 外部鏈接
- Nuclear Holocausts: Atomic War in Fiction, By Paul Brians, Professor of English, Washington State University, Pullman, Washington （页面存档备份，存于）
- Brief Q&A （页面存档备份，存于） with Luke Oman on the unlikeliness of human extinction from nuclear war